# Liste des circonscriptions législatives de la Guyane
Le département français de la Guyane est, sous la Cinquième République, constitué d'une seule circonscription législative de 1958 à 1986, puis de deux circonscriptions depuis le redécoupage de 1986, ce nombre étant maintenu lors du redécoupage de 2010, entré en application à compter des élections législatives de 2012. Leurs limites ont été redéfinies à cette occasion.

## Présentation
Par ordonnance du 13 octobre 1958 relative à l'élection des députés à l'Assemblée nationale, le département de la Guyane est d'abord constitué d'une circonscription électorale. 
Lors des élections législatives de 1986 qui se déroulent selon un mode de scrutin proportionnel à un seul tour par listes départementales, le nombre de sièges de la Guyane est porté d'un à deux.
Le retour à un mode de scrutin uninominal majoritaire à deux tours en vue des élections législatives suivantes, maintient ce nombre de deux sièges,, selon un nouveau découpage électoral.
Le redécoupage des circonscriptions législatives réalisé en 2010 et entrant en application à compter des élections législatives de juin 2012 ne modifie le nombre de circonscriptions de la Guyane, mais en redéfinit les contours.

## Composition des circonscriptions

### Composition des circonscriptions de 1958 à 1986
À compter de 1958, le département de la Guyane comprend une unique circonscription.
- Circonscription de la Guyane

### Composition des circonscriptions de 1988 à 2012

Carte des circonscriptions de la Guyane de 1986 à 2012

À compter du découpage de 1986, le département de la Guyane comprend deux circonscriptions regroupant les cantons suivants :
- 1re circonscription : Cayenne-I, Cayenne-II, Cayenne-III, Cayenne-IV, Cayenne-V, Cayenne-VI, Macouria.
- 2e circonscription : Approuague-Kaw, Iracoubo, Kourou, Mana, Maripasoula, Matoury, Montsinéry-Tonnegrande, L'Oyapok, Rémire-Montjoly, Roura, Saint-Laurent-du-Maroni, Sinnamary.

### Composition des circonscriptions à compter de 2012

Circonscriptions électorales de Guyane depuis 2012.

Depuis le nouveau découpage électoral, le département comprend deux circonscriptions regroupant les cantons suivants :
- 1re circonscription : Approuague-Kaw, Cayenne-I-Nord-Ouest, Cayenne-II-Nord-Est, Cayenne-III-Sud-Ouest, Cayenne-IV-Centre, Cayenne-V-Sud, Cayenne-VI-Sud-Est, Matoury, Remire-Montjoly, Roura, Saint-Georges-Oyapock
- 2e circonscription : Iracoubo, Kourou, Macouria, Mana, Maripasoula, Montsinéry-Tonnegrande, Saint-Laurent-du-Maroni, Sinnamary